# Cinema Odeon (Livorno)

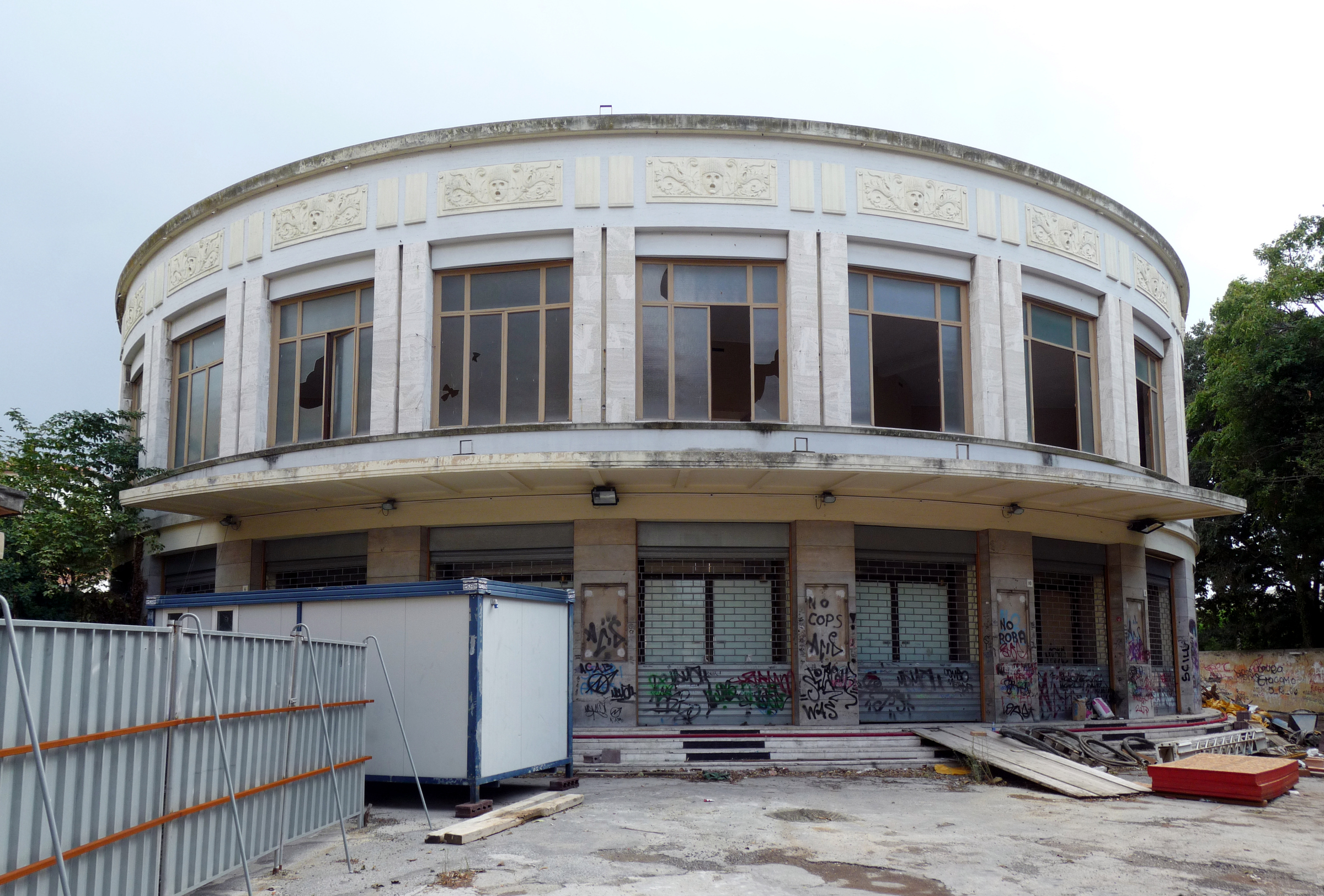
Facciata del cinema, in parte demolito

Il Cinema Odeon era una sala cinematografica di Livorno.
È stato per circa cinquant'anni il più grande cinema della città e uno dei maggiori d'Italia.
Era ubicato in largo dei Valdesi, a breve distanza dalla chiesa omonima e dal Cimitero degli inglesi con l'annessa chiesa di San Giorgio. Attivo dal secondo dopoguerra sino ai primi anni del nuovo millennio, nonostante l'impegnativo restauro del 1998, fu chiuso agli inizi del Duemila per far posto ad un parcheggio multipiano.
Tale parcheggio, già parzialmente attivo nell'agosto 2011 con la consegna dei primi garage, si inserisce, con le sue grandi rampe elicoidali caratterizzate da un'accesa cromia blu, in un contesto di grande rilevanza storica e ambientale per la presenza delle suddette architetture monumentali.

## Storia
Attorno alla metà degli anni quaranta la famiglia Gragnani, gestrice della maggior parte delle sale di spettacolo livornesi, decise di realizzare un cinema-teatro di notevole capienza.
Virgilio Marchi venne incaricato del progetto e della direzione dei lavori, avviati nel marzo 1948 e conclusi il giugno 1952.
Data l'esiguità dei mezzi economici a disposizione, decade la destinazione teatrale: unica traccia della primitiva funzione fu il mantenimento dell'ampio boccascena con esiguo proscenio.
Al momento dell'inaugurazione il Cinema Odeon risultava, con i suoi 2.500 posti, la più grande sala cinematografica italiana (dopo l'ultimo restauro, nel 1998, saranno ridotti a poco più di 800).
Nel 1958 l'edificio venne venduto a Fortunato Marinari e successivamente passò nelle mani della famiglia Lippi, fino alla chiusura dell'immobile avvenuta nel 2005 e alla quale, secondo alcuni, avrebbe contribuito anche l'apertura, in quegli anni, di una multisala nel comparto commerciale di Porta a Terra.
In breve l'edificio fu venduto alla società SPIL per 6 milioni di Euro; nel 2006 fu quindi presentato al pubblico il progetto per la trasformazione del fabbricato in un parcheggio ad alta capacità progettato da Antonino Valenti, Riccardo Del Corso e (per l'avancorpo) Roberto Idà. Il parcheggio, iniziato nel 2007 e aperto -seppure parzialmente - nell'agosto 2011, è costituito da ben 6 piani fuori terra, per un totale di circa 600 posti auto.
Nel 2018, la zona dell'atrio, rimasta sostanzialmente in disuso per anni e dove si prevedeva l'inserimento di attività commerciali, è stata trasformata in un centro fitness.

## Descrizione e architettura
Il cinema era situato nel centro storico di Livorno in un'area attigua alla baricentrica piazza Cavour. Il tessuto circostante è costituito da un'edilizia eterogenea in cui architetture ottocentesche di gusto revivalistico o classicista si alternano a edifici più recenti.
Con la sua mole l'edificio dominava completamente il Largo Valdesi, corte irregolare insinuata fra i retro dei palazzi e delle case e separata, tramite un alto muro, dal Cimitero degli inglesi.
Il fronte convesso, unico elemento (d'impronta futurista) mantenuto nel progetto di trasformazione in parcheggio, è inquadrato da un asse viario longitudinale che si prolunga sino al Fosso Reale, i cui edifici ne costituiscono le naturali quinte di inquadramento prospettico.
L'edificio presentava una planimetria e una volumetria compatte sviluppate su due piani fuori terra, fortemente connotate, all'esterno come all'interno, dal volume cilindrico di quello che un tempo era il foyer. Tale corpo è preceduto da una gradinata in marmo curvilinea, da nove aperture architravate e, al livello superiore, da altrettante ampie finestre, rettangolari e scandite da paraste binate, ed è concluso da una cornice composta da pannelli in stucco raffiguranti mascheroni teatrali.
Il volume della sala, completamente abbattuto per far posto ai garage e alle rampe d'accesso al parcheggio, era invece a prevalenza cieco con scarse luci e aperture in corrispondenza dei servizi e delle uscite di sicurezza.
Dalle porte principali si accedeva pertanto allo spazioso foyer dalla pianta ellittica ai lati del quale erano situati, specularmente rispetto all'asse di simmetria, le due biglietterie, le due scale di accesso alla galleria e, rispettivamente a destra ed a sinistra, il bar e l'ufficio.
Tre ampi portali, disposti attorno all'asse centrale del foyer, immettevano in un corridoio a ferro di cavallo dal quale si accedeva alla sala cinematografica: questa era costituita da un ampio spazio a pianta trapezoidale concluso, in corrispondenza dello schermo, da una muratura ad esedra scandita da paraste e caratterizzato dal dinamico aggetto del solaio della galleria, dal profilo sinuoso, e dall'articolata sezione parabolica della superficie fonoassorbente del solaio, che presentava interessanti disegni e geometrie.
Del cinema teatro progettato da Marchi si poteva apprezzare sia l'estrema funzionalità dell'impianto e l'ottimo assetto acustico sia la raffinatezza delle soluzioni spaziali (il foyer ellittico) e dei particolari.